# Oberstabsgefreiter

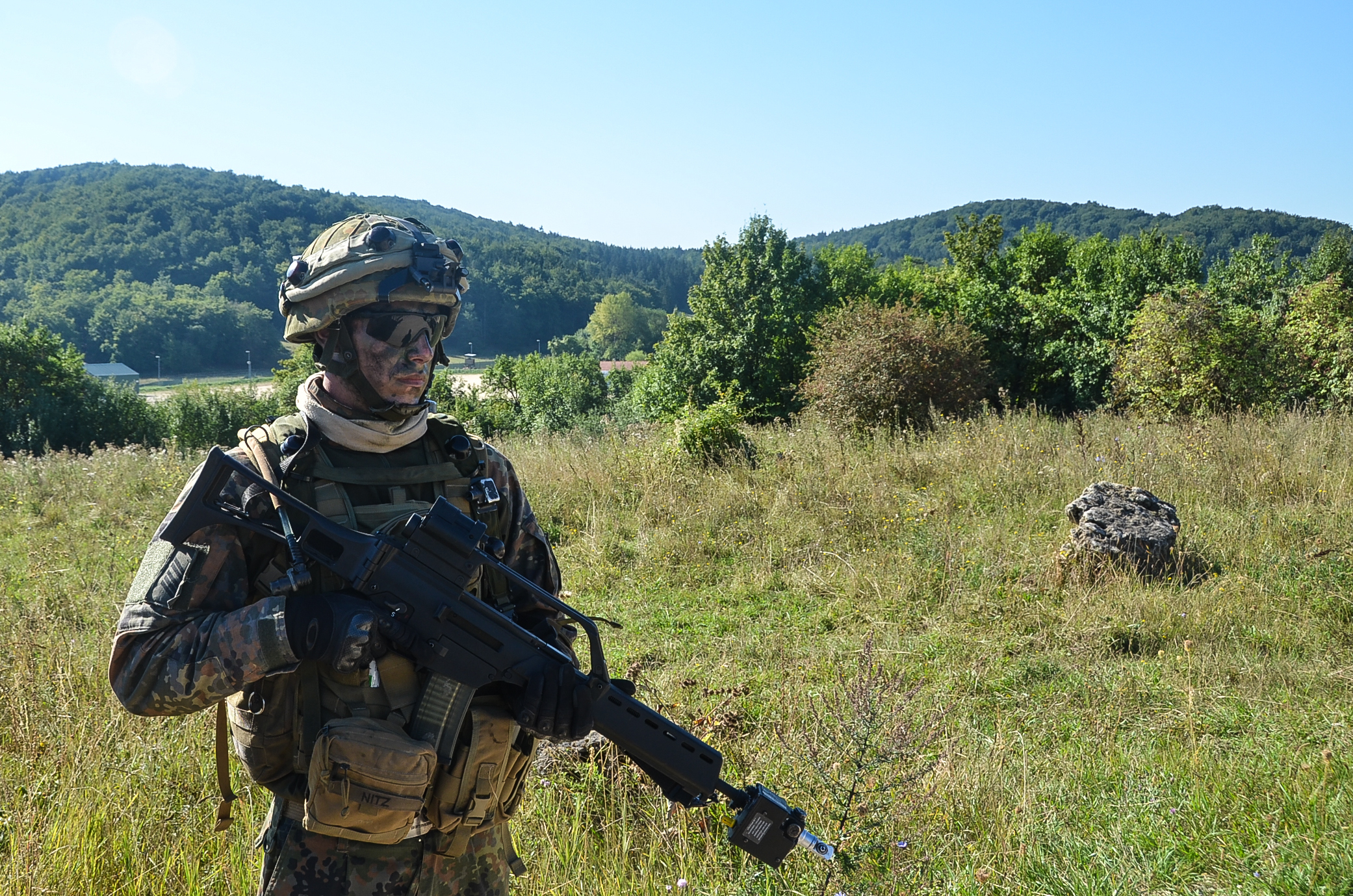
Deutscher Fallschirmjäger im Dienstgrad Oberstabsgefreiter mit G36

Oberstabsgefreiter ist ein militärischer Dienstgrad der Bundeswehr. Dieser Dienstgrad wurde im Jahr 1996 als neuer höchster Mannschaftsdienstgrad geschaffen, nachdem im Jahr 1989 bereits der Dienstgrad Stabsgefreiter eingeführt worden war. Bis zur Einführung der Dienstgrade Korporal und Stabskorporal im September 2021 blieb Oberstabsgefreiter der höchste Dienstgrad in der Laufbahn der Mannschaftssoldaten.
Während des Zweiten Weltkriegs gab es zwischen 1940 und 1945 den Dienstgrad des Oberstabsgefreiten bereits bei der Kriegsmarine der Wehrmacht, jedoch nicht bei Heer oder Luftwaffe.

## Bundeswehr
Der Dienstgrad Oberstabsgefreiter wird durch den Bundespräsidenten mit der Anordnung des Bundespräsidenten über die Dienstgradbezeichnungen und die Uniform der Soldaten auf Grundlage des Soldatengesetzes festgesetzt.

### Befehlsbefugnis und Dienststellungen
In der Bundeswehr ist der Oberstabsgefreite ein Mannschaftsdienstgrad, der gemäß der Zentralen Dienstvorschrift (ZDv) 14/5 „Soldatengesetz“ zur Dienstgradgruppe der Mannschaften zählt. Aufgrund der Zugehörigkeit zur Dienstgradgruppe der Mannschaften können Oberstabsgefreite auf Grundlage des § 4 („Vorgesetztenverhältnis auf Grund des Dienstgrades“) der Vorgesetztenverordnung niemandem allein auf Grund ihres Dienstgrades Befehle erteilen. Wie alle Mannschaftsdienstgrade können sich Oberstabsgefreite auch in Notlagen nicht selbst zu Vorgesetzten gemäß § 6 („Vorgesetztenverhältnis auf Grund eigener Erklärung“) der Vorgesetztenverordnung erklären.
Oberstabsgefreite werden beispielsweise als Kraftfahrer geschützter Fahrzeuge, als besonders geschulter Infanterist (beispielsweise Scharfschütze, MILAN-Lenkschütze oder bei den spezialisierten Kräften), als stellvertretender Wachhabender im Wachdienst oder als Bediener von Waffensystemen (z. B. als Richtschütze gepanzerter Fahrzeuge) oder als Instandsetzer auch komplizierter technischer Systeme (Bordwaffen, Funkgeräte, optische und elektronische Aufklärungsmittel usw.) eingesetzt. Die meisten für Oberstabsgefreite ausgeschriebenen Dienstposten sind jedoch in Stäben ausgeplant. Erfahrene Oberstabsgefreite sind häufig auch Ausbilder, Truppführer oder (dann aber meist nur übergangsweise nach § 5 („Vorgesetztenverhältnis auf Grund besonderer Anordnung“) der Vorgesetztenverordnung) Gruppenführer. Aufgrund ihrer Erfahrung, die meist der Erfahrung von Unteroffizieren entspricht, sind Oberstabsgefreite in Stäben häufig mit Aufgaben betraut, die erhebliches Fachwissen und eine hohe Verantwortung bedingen. Aufgrund dieser und ähnlicher Dienststellungen und Aufgabenbereiche können Oberstabsgefreite in den in der Vorgesetztenverordnung aufgezählten Fällen und in den dort genannten Grenzen allen dienstlich oder fachlich unterstellten Soldaten Befehle erteilen.

### Ernennung
Maßgebliche gesetzliche Grundlagen für die Ernennung zum Oberstabsgefreiten trifft die Soldatenlaufbahnverordnung (SLV) und ergänzend die Zentrale Dienstvorschrift (ZDv) 20/7. Zum Oberstabsgefreiten können Zeitsoldaten und beorderte Reservisten der Laufbahnen der Mannschaften ernannt werden. Soldaten können 48 Monate nach Eintritt in ein Dienstverhältnis der Bundeswehr zum Oberstabsgefreiten ernannt werden. Soldaten auf Zeit müssen sich für mindestens sechs Jahre für den Dienst in den Streitkräften verpflichten. Oberstabsgefreite haben vor der Ernennung in der Regel mindestens ein Jahr im Dienstgrad Stabsgefreiter gedient.

### Besoldung
Zeitsoldaten im Dienstgrad Oberstabsgefreiter werden nach der Bundesbesoldungsordnung (BBesO) mit A 5mA besoldet. Damit erhält ein Oberstabsgefreiter in etwa dieselben Bezüge wie der Dienstgrad Unteroffizier.

### Geschichte
Am 7. Februar 1996 wurde durch eine Änderung der Anordnung des Bundespräsidenten über die Dienstgradbezeichnungen und die Uniform der Soldaten der Dienstgrad Oberstabsgefreiter neu geschaffen. Der Dienstgrad stand lange zur Diskussion, wurde aber doch nicht abgeschafft, da man sich der Bedeutung von erfahrenen Mannschaften bewusst geworden ist. Sie werden nun nicht mehr nur in Spezialistenverwendungen eingesetzt. Seit Anfang 2007 wurden in der Truppe wieder vermehrt Planstellen in der Besoldungsgruppe A 5 mit Zulage geschaffen, um die Laufbahn der Mannschaften attraktiver zu gestalten. Dazu hat man im Rahmen der Umstrukturierung der Bundeswehr viele Truppführerdienstposten von Unteroffizier- bzw. Stabsunteroffizierstellen in Stabsgefreiten- bzw. Oberstabsgefreitenstellen umgewandelt.

### Dienstgradabzeichen

Oberstabsgefreiter RBA

Das Dienstgradabzeichen für Oberstabsgefreite zeigt fünf Schrägstreifen auf beiden Schulterklappen bzw. für Marineuniformträger auf den Oberärmeln.
Weil der Oberstabsgefreite lange der Spitzendienstgrad der Mannschaften war (vgl. unten) und die Schrägbalken der Form von Pommes frites, zumal in der goldgelben Variante für Marineuniformträger, ähneln, werden Oberstabsgefreite scherzhaft auch als Pommes-General oder Pommes-Bude bezeichnet. Aufgrund der Vielzahl von Streifen, die bei Unteroffizier- und Feldwebelanwärter in Marineuniform sogar noch um einen bzw. zwei Balken erhöht wird, wird der Oberstabsgefreite scherzhaft auch als NATO-Zebra bezeichnet.

### Äquivalente, nach- und übergeordnete Dienstgrade
Den Dienstgrad Oberstabsgefreiter führen sowohl Heeres-, Luftwaffen- als auch Marineuniformträger. In den Streitkräften der NATO ist der Oberstabsgefreite zu allen Dienstgraden mit dem NATO-Rangcode OR-4 äquivalent. Gemäß NATO-Rangcode ist der Dienstgrad der Bundeswehr also beispielsweise mit dem Corporal der Streitkräfte der Vereinigten Staaten vergleichbar, der dort bereits zur Dienstgradgruppe der Unteroffiziere zählt.
In der Laufbahngruppe der Mannschaften ist der Oberstabsgefreite gemäß ZDv 20/7 über dem rangniedrigeren Stabsgefreiten und unter dem ranghöheren Korporal eingeordnet.
| Mannschaftsdienstgrad |                    |                    |
| Niedrigerer Dienstgrad |                    | Höherer Dienstgrad |
| Stabsgefreiter | Oberstabsgefreiter | Korporal           |
| Dienstgradgruppe: Mannschaften – Unteroffiziere o.P. – Unteroffiziere m.P. – Leutnante – Hauptleute – Stabsoffiziere – Generale |                    |                    |

## Frühere Streitkräfte

### Kriegsmarine der Wehrmacht

Oberstabsgefreiter
Seemännischer Dienst
Abb. falsch, da hier Winkel glatt, statt geflochten

Im deutschen Militär wurde der Dienstgrad Oberstabsgefreiter, mit Verfügung vom 23. Juli 1940, in der Kriegsmarine der deutschen Wehrmacht erstmals eingeführt. Er entstand aus der Umbenennung des bisherigen Dienstgrades Stabsgefreiter alter Art, den noch jene Marineangehörigen führten, die vor dem 1. April 1934 in diesen Rang befördert worden waren. Ihm ging der Laufbahnzusatz jeweils voran (bspw. Matrosenoberstabsgefreiter, Funkoberstabsgefreiter usw.). Das Rangabzeichen wurde auf dem linken Oberärmel getragen. Es bestand aus zwei goldfarbenen Winkeln aus geflochtenem Soutacheband (Plattschnur) mit einem vierspitzigen Rangstern im Feld zwischen den Schenkeln des oberen Winkels; auf dem weißen Hemd und auf der braunen Tropenfeldbluse war das Abzeichen kornblumenblau. Die gelben Rangabzeichen waren auf einer dunkelblauen Unterlage aufgenäht, die blauen auf einer weißen Unterlage bzw. auf einer aus braunem Tropenstoff. Das Laufbahnabzeichen wurde oberhalb des auf dem linken Oberärmel getragenen Rangabzeichens geführt.
In Heer und Luftwaffe existierte dieser Dienstgrad nicht.
| Dienstgrad                    |                        |                 |
| niedriger: Stabsgefreiter (M) | Oberstabsgefreiter (M) | höher: Maat (M) |